# Казинка (Грязинский район)
Кази́нка — село, административный центр Казинского сельсовета Грязинского района Липецкой области.

## География

### Географическое положение
Расположена на берегу Матырского водохранилища (бывшая часть реки Матыры) при впадении в него ручья Казинчёнка (быв. река Казинка), рядом с урочищем Хомут. Граничит с запада с микрорайоном Матырский города Липецка.

### Климат
Климат села умеренно-континентальный с теплым летом и устойчивой зимой. Продолжительность теплого периода с положительной среднесуточной температурой составляет 215–225 дней в году. Годовое количество осадков составляет 500–550 мм. Из общего годового количества осадков на холодный период приходится 30–35 %, на теплый — 65–70 %. Общее количество дней с осадками колеблется в пределах 135–160 в год.
| Показатель                                                                           | Янв. | Фев. | Март | Апр. | Май  | Июнь | Июль | Авг. | Сен. | Окт. | Нояб. | Дек. |
| ------------------------------------------------------------------------------------ | ---- | ---- | ---- | ---- | ---- | ---- | ---- | ---- | ---- | ---- | ----- | ---- |
| Средний суточный максимум, °C                                                        | −5   | −4,2 | 1,6  | 12,7 | 19,9 | 23   | 25,9 | 24,9 | 18,3 | 10,3 | 2,7   | −1,9 |
| Средняя температура, °C                                                              | −7,2 | −6,7 | −1,8 | 7,8  | 15,1 | 18,7 | 21,5 | 20,3 | 14,1 | 7,1  | 0,5   | −3,9 |
| Средний суточный минимум, °C                                                         | −9,7 | −9,8 | −5,7 | 2,2  | 9,1  | 13,3 | 16,3 | 15   | 9,8  | 3,9  | −1,8  | −6,2 |
| Норма осадков, мм                                                                    | 49   | 43   | 43   | 45   | 54   | 63   | 64   | 52   | 59   | 58   | 50    | 49   |
| Источник: Климатические данные городов по всему миру. Дата обращения: 4 января 2023. |      |      |      |      |      |      |      |      |      |      |       |      |

## Этимология
Есть несколько версий происхождения названия. Книга «Липецкая топонимия» приводит слово казистый. Краевед Липецкой области уроженец Казинки В. М. Попов считает, что произошло оно от слов казённый, казёнка, так как там жили казённые, государевы крестьяне вдоль Белгородской защитной (засечной) полосы.

## История
На территории села выявлено несколько археологических памятников бронзового века, относящихся в основном к XVI—XVII векам до нашей эры.
Само село начало населяться крестьянами города Романова (ныне село Ленино) во второй половине XVII века уже нашей эры, упоминается в ревизских сказках 1762 года как одно из селений Романовского уезда.
В 1862 году по данным «Списка населённых мест» Казинка была крупнейшим селом Липецкого уезда Тамбовской губернии. В казённом селе было 385 дворов и 3290 жителей (1551 мужского и 1739 женского пола), функционировала мельница
В 1869 году недалеко от Казинки прошла железнодорожная линия Грязи — Елец; образованную на ней станцию назвали Казинка.
В 1880 году, согласно данным Центрального статистического комитета, в селе (входившем в состав Таволжанской волости) был 521 двор, проживал 3961 житель, работало три лавки.
По данным начала 1883 года в селе Таволжанской волости Липецкого уезда проживало 4496 бывших государственных крестьян (2266 мужчин и 2230 женщин) в 563 домохозяйствах, которым принадлежало 5851,2 десятины удобной и 283,9 десятин неудобной надельной земли. В селе было 949 лошадей, 1137 голов КРС, 6609 овец и 530 свиней, также 28 дворов имели 515 колод пчёл. Имелось 32 промышленных, 2 питейных и 9 торговых заведений. Было 54 грамотных и 46 учащихся.
По данным переписи 1897 года в селе Казинка проживало 4799 жителей (2251 мужчина и 2548 женщин), все Православные.
В 1911 году в селе Казинки в 777 дворах великороссов-земледельцев проживало 6117 человек (2945 душ мужского пола и 3172 женского). Имелись церковно-приходская, земская и министерская одноклассные школы.
В 1914 году в селе жило 7172 человека (3469 мужчин и 3703 женщины), которым принадлежало 5310 десятин земли; имелись также кредитное товарищество, усадьба дворянина И. И. Сатина с мариамвердемской паровой вальцевой мельницей.
По переписи 1926 года в селе Казинка Грязинской волости Липецкого уезда было 1045 хозяйств русских и 1 хозяйство прочих и 5375 жителей (2430 мужчин, 2945 женщин). По спискам сельскохозяйственного налога на 1928/1929 годы в селе, ставшем центром Казинского сельсовета Грязинского района Козловского округа ЦЧО, было 1163 хозяйства и 6203 жителя.
К началу войны число хозяйств сократилось до 1044.
В 1976 году на полях между Казинкой и Грязинским шоссе были созданы садоводства «Металлург-3» и «Монтажник», входящие ныне в черту Липецка.

## Районы села
Село с далёких времён имеет деление на районы:
- Подка́менное — конец села, под селом Каменным;
- Вы́гон (вдоль улицы Гагарина между Российской улицей и церковью) — место, где выгоняли скот, который потом перегоняли на пастбище;
- Мане́ж (вдоль улицы Ленина от улицы Гагарина в сторону ручья Казинчёнка) появился на месте стоявшей до 1852 года деревянной церкви и кирпичной часовни, мимо которой крестьяне водили своих лошадей;
- в Сви́рькином Поря́дке (вдоль улицы 12 Апреля) проживал дед Свирька, известный в этом месте человек;
- место на отшибе села стало называться Ху́тором (вдоль Школьной улицы между Светлой улицей и Огородной);
- на левом берегу Казинченки местность стала Сика́ловкой (застройка улиц Гастелло, Гагарина и Цветочной возле Казинчёнки) — в пойме ручья рос борщевик, из стеблей которого, полых внутри, дети делали наподобие насоса «брызгалки», в народе называемые сика́лками;
- Кисляки́ (ныне затопленный северо-западный район Казинки) — противоположный конец села, где на пониженных местах росла трава кислица;
- Моско́вка (вдоль Светлой улицы) — улица, которую застраивали крестьяне, уезжавшие на отходнический промысел в Москву;
- Глинные Ямы (между Заречной и Лесной улицами) — территория, где добывали глину; ныне это место активно застраивается.

В 1920-е годы некоторые из этих районов дали названия сотням, созданным для удобства сбора налогов — Выгонской, Кислятской и Плантской. На базе сотен образовались колхозы: «Новый путь» (Плантская), «Пятилетка в четыре года» (Выгонская), «Великан» (Кислятская и Сельская сотни), «Третий решающий» (Комоликова сотня), «Путь Ленина» (Ленинская).
В 1957 году казинским улицам дали названия, и дома получили обычные адреса.

## Церковь Косьмы и Дамиана

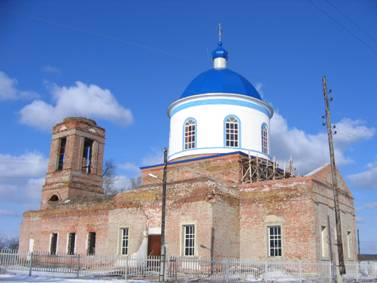
Косьмодамианская церковь

Первая церковь в Казинке появилась в период с 1719 по 1745 год. Это была деревянная Космодемьянская церковь, имевшая форму четырёхугольного бревенчатого сруба с тесовой двускатной крышей. По преданию, деревянная казинская церковь несколько раз горела, но стараниями прихожан восстанавливалась.
Церковь простояла на Манеже (так называется один из районов села) до 1852 года. После её сноса тут возвели кирпичную часовню (не сохранилась). В двухстах метрах от старой церкви — в центре села в 1864 году был построен новый, кирпичный, храм (). Автор проекта здания неизвестен.
В 1911 году в штате церкви состояли два священника, дьякон и два псаломщика; ей принадлежало 60 десятин пахотной и 6 десятин сенокосной земли в трёх участках. Кроме главного престола, имелись приделы Введенский и Рождества Иоанна Предтечи.
В храмовый комплекс входят также церковно-приходская школа (построена в 1898 году), караулка (в ней после революции размещался сельский совет) и дом причта (построены во второй половине XIX века). Весь церковный комплекс был огорожен каменным забором. В 1925 году второй деревянный этаж дома причта сгорел в результате пожара.
При церкви до 1940-х годов находилось кладбище.
Космодемьянская церковь закрыта летом 1935 года, в том же году с неё сняли колокола, так как стране были нужны цветные металлы. Когда снимали один из колоколов, он упал и разбился, а его осколки лежали ещё около двух лет.
Бывший в годы войны директор Казинской школы и одновременно начальник военно-учебного пункта Б. Г. Лесюк устроил в церкви своеобразный тир, где обучал будущих солдат меткой стрельбе из винтовок — по настенным росписям. В результате стены храма были буквально изрешечены.
Позже церковь использовалась и как склад для хранения зерна, соли, удобрений и других веществ. Не по назначению использовались и другие постройки комплекса: до начала 1970-х годов в церковно-приходской школе размещался клуб, а в доме причта — магазин.
В начале 2000-х годов церковь начали восстанавливать. К 2007 году восстановлен основной купол и барабан, а ещё раньше — дом причта.

## Казинские переселенцы
В 1920-е годы казинцы искали новые места проживания. Это было связано с Первой мировой войной. В 1920 году большая группа сельчан переехала на отнятые у помещиков земли и создала там Кази́нские Вы́селки (ныне Новая Жизнь).
Некоторые казинцы поселились на заливных лугах в пойме Матыры, которая называлась Вонючей (здесь были заболоченные участки). Их селение стало называться Путь Пахаря.
Многим семьям выделили земли у деревни Кульма (недалеко от станции Хворостянка). Их колхоз именовался «Зарёй революции». В 1976 году эта деревня прекратила своё существование: жители разъехались.
Миграция случилась и в засушливом 1925 году. Тогда на территории Липецкой области появились несколько новых селений. Рядом с Новой Деревней образовалась Афанасовка (она просуществовала всего шесть лет), у Тюшевки — посёлок Приме́рный.
Также в 1920-е годы часть казинцев уехала к селу Петровское (ныне в Тамбовской области) и основало Коммуну Свет.

## Население
| 1862  | 1880  | 1959  | 2009  | 2010  | 2012  | 2013  |
| ----- | ----- | ----- | ----- | ----- | ----- | ----- |
| 3290  | ↗3961 | ↗5888 | ↘3002 | ↘2730 | ↗2790 | ↗2891 |
| 2014  | 2015  | 2016  | 2017  | 2018  | 2021  |       |
| ↗3086 | ↗3130 | ↗3196 | ↗3224 | ↘3201 | ↘3144 |       |

В 2002 году население села составляло 2351 человек, русские (97 %).
В 2010 году — 2730 жителей (1302 мужчины, 1428 женщин).
По оценке администрации на начало 2021 года число жителей села составляло 3166 человек (1587 мужчин, 1579 женщин), из них 311 мальчиков и 301 девочка, 1025 мужчин в трудоспособном и 251 — старше трудоспособного возраста, 890 женщин в трудоспособном и 388 — старше трудоспособного возраста.
Из 3166 человек — 201 дошкольник, 320 школьников и 50 студентов, 2187 работающих (из них 1637 в промышленности, 35 — в сельском хозяйстве и 515 в других сферах), 813 пенсионеров, 31 безработный и 22 других взрослых.

## Инфраструктура и экономика
На начало 2021 года в селе было расположено 1368 индивидуальных жилых домов и 254 квартиры в 127 блокированных жилых домах, общая площадь жилого фонда составляла 134,6 тыс. м², средняя обеспеченность жильём составляла 42,51 м² на человека. Имеется средняя школа, планируется строительство детского сада и муниципального физкультурно-оздоровительного комплекса. Недавно были построены культурно-досуговый центр и фельдшерско-акушерский пункт. Действуют отделение Сбербанка, почтовое отделение, несколько магазинов. Имеется пляж на берегу Матырского водохранилища. Действуют мясоперерабатывающий комплекс, водный развлекательный комплекс и ресторанно-гостиничный комплекс Чернышёвой на Октябрьской улице.
Есть водопровод (протяжённость сетей — 5,04 км), работающий от двух скважин (1968 и 2012 года постройки), село газифицировано. Сельское кладбище площадью 5,4 га закрыто, планируется строительство нового небольшого кладбища.
Множество предприятий расположено рядом с селом в особой экономической зоне промышленно-производственного типа «Липецк» на территории городского поселения город Грязи, также на территории села находится производство гидравлического и пневматического силового оборудования НПП «Циркон» и сельхозпредприятие ОАО «Куриное царство» (41 работающий).
В селе расположены 28 улиц, в основном асфальтированных. На территории села расположены АЗС «Роснефть» и АГНС «ГазМетан». Из Липецка ходит автобус № 112.

## Известные уроженцы
- Краевед, быв. заместитель начальника управления архитектуры Липецкой области В. М. Попов
- Писатель и поэт Б. Н. Цветаев